# Laffite-Toupière
Laffite-Toupière település Franciaországban, Haute-Garonne megyében. Lakosainak száma 95 fő (2022. január 1.). Laffite-Toupière Arnaud-Guilhem, Auzas, Mancioux és Saint-Martory községekkel határos.

## Népesség
A település népességének változása:
| Lakosok száma | 93   | 80   | 81   | 75   | 97   | 103  | 103  | 96   | 98   | 95   |
|               | 1968 | 1982 | 1990 | 2006 | 2013 | 2015 | 2017 | 2019 | 2020 | 2022 |